# 中部军区

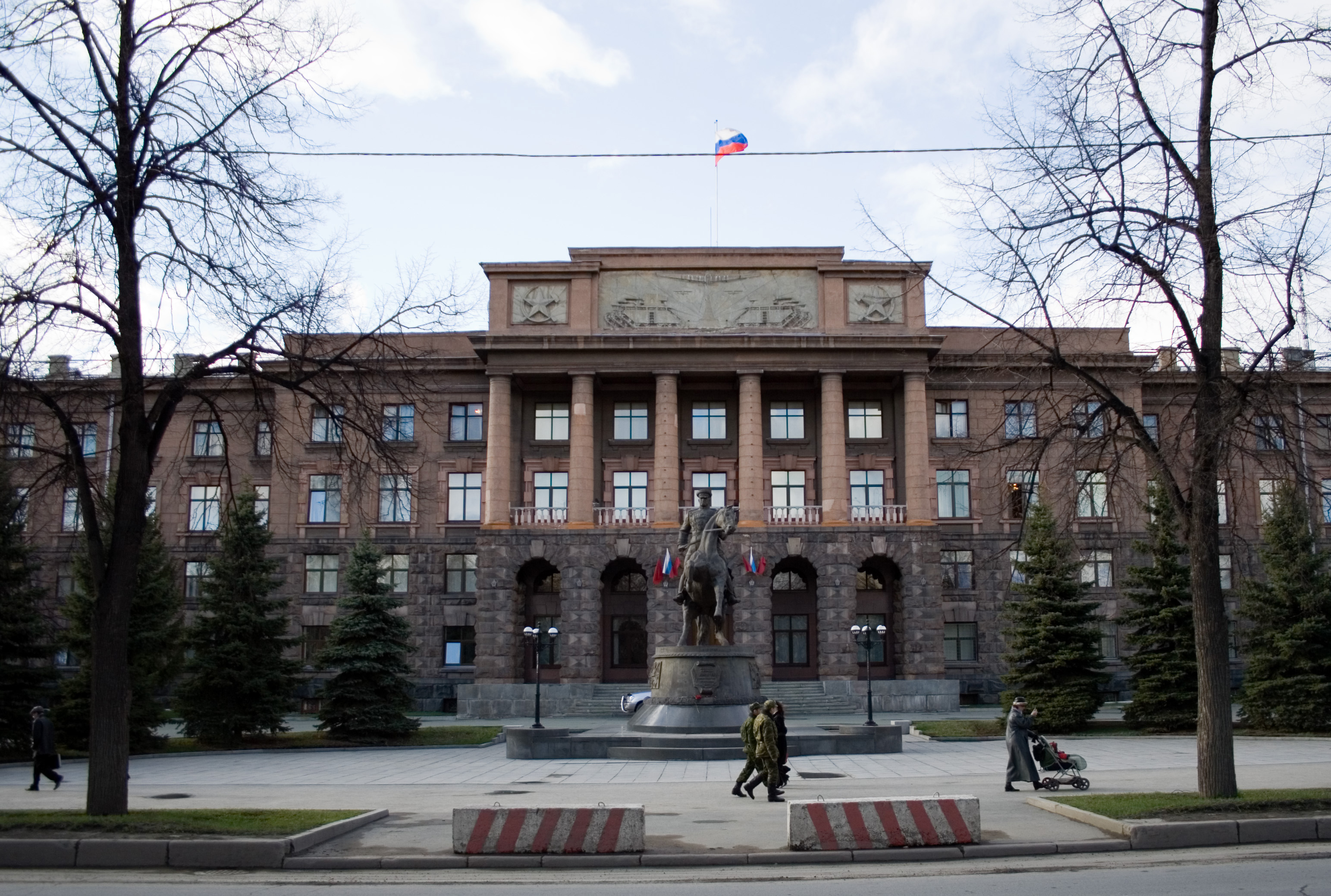
位于叶卡捷琳堡的中部军区总部大楼

中部军区（俄语：Центральный военный округ）是一个俄罗斯军区，是俄罗斯联邦武装力量的五个军区之一，其管辖范围主要集中在伏尔加、乌拉尔和西伯利亚联邦管区和位于中亚国家的军事基地。作为2008年军事改革的一部分，中部军区因2010年9月20日签署的第1144号俄罗斯联邦总统令成立，由伏尔加-乌拉尔军区和西伯利亚军区的大部合并而成。该区于2010年10月21日开始，在弗拉基米尔·车尔金中将的领导下正式开始履行作战指挥职能。
中部军区是俄罗斯按地理面积划分最大的军区，该区管辖俄罗斯7,060,000平方（2,730,000平方英里）（40%）的领土和5490万（39%）人口。全军区包括俄罗斯联邦主体：阿尔泰边疆区、阿尔泰共和国、巴什科尔托斯坦共和国、车里雅宾斯克州、楚瓦什共和国、伊尔库茨克州、科麦罗沃州、哈卡斯共和国、汉特-曼西自治区, 基洛夫州、克拉斯诺亚尔斯克边疆區、库尔干州、马里埃尔共和国、莫尔多瓦共和国、涅涅茨自治区, 新西伯利亚州, 鄂木斯克州, 奥伦堡州, 奔萨州, 彼尔姆边疆區, 萨马拉州、萨拉托夫州、斯维尔德洛夫斯克州、鞑靼斯坦共和国、托木斯克州、图瓦共和国、秋明州、乌德穆尔特共和国、乌里扬诺夫斯克州。
中部军区总部位于叶卡捷琳堡，现任指挥官为安德烈·莫爾德維切夫，於2023年2月16日俄羅斯國防部重新任命4個軍區的新司令官時所任命，取代自2017年11月22日起担任该职位的亚历山大·拉平上将。

## 历史
据报道，2015年11月图瓦共和国的克孜勒组建了第55山地机动步兵旅。
2015年6月，莱斯利·霍华德·盖尔伯写道，中部军区的作用是“协调俄罗斯参与中亚地区冲突，管理俄罗斯在塔吉克斯坦和吉尔吉斯斯坦的基地，并在发生战争时向东西方的军队增援”以及“防止可能蔓延到俄罗斯的不稳定因素，并提醒所有人俄罗斯在该地区的军事力量比中国更强大”

## 作战单位

### 陆军
- 第2近卫坦克集團军（英语：2nd Guards Tank Army）（萨马拉）[6]
- 第41合成集团军（新西伯利亚）[7][6]
- 第90近衛坦克師（切巴尔库尔）
- 第3近卫特殊用途旅（英语：3rd Guards Spetsnaz Brigade）（陶里亚蒂）
- 第24独立特殊用途旅（新西伯利亚）[8]
- 第27独立摩托化步兵师
- 第55独立摩托化步兵旅（克孜勒）[9][10]
- 第34炮兵师
- 第12独立近卫工程旅（乌法）[6]
- 第18独立电子战旅（叶卡捷琳堡）[6]
- 第29独立辐射化学和生物保护旅（叶卡捷琳堡）[6]
- 第179通讯旅（叶卡捷琳堡）[6]
- 第473军区训练中心（英语：473rd District Training Centre）（叶兰斯基，斯维尔德洛夫斯克州）[11]
- 第201军事基地（英语：201st Motor Rifle Division）（杜尚别，塔吉克斯坦）[6]

### 空降军
- 第104空中突击师（原第31近卫空中突击旅（英语：31st Guards Airborne Brigade））（乌里扬诺夫斯克）

### 空军
- 第14空中和防空军（英语：14th Air and Air Defence Forces Army）（叶卡捷琳堡）

## 指挥官
- 中将 弗拉基米尔·车尔金（英语：Vladimir Chirkin）（2010年7月9日至12月13日（代理），2010年12月13日 - 2012年4月26日）
- 上将 瓦列里·瓦西里耶维奇·格拉西莫夫（英语：Valery Gerasimov）（2012年4月26日 - 11月9日）
- 少将 亚历山大·德沃尔尼科夫（2012年11月9日至12月24日（临时））
- 上将 尼古拉·瓦西里耶维奇·波格丹诺夫斯基（2012年12月24日 - 2014年6月12日）
- 上将 弗拉基米尔·鲍里索维奇·扎鲁德尼斯基（英语：Vladimir Zarudnitsky）（2014年6月12日 - 2017年11月22日）
- 上将 亚历山大·拉平（2017年11月22日 - 2023年2月17日）
- 上将 安德烈·莫尔德维切夫（2023年2月17日 - ）

### 引用
1. ↑  .   [2018-10-02]. （原始内容存档于2012-03-31）.
2. ↑  Pinchuk, Alexander; Khudoleyev, Viktor.  [安全的标准]. Krasnaya Zvezda. 2017-11-29  [2017-12-23]. （原始内容存档于2017-12-01） （俄语）.
3. ↑  .   [2018-10-02]. （原始内容存档于2016-05-03）.
4. ↑  Ivanov, Ivan.  [快速建设的命令]. Rossiskaya Gazeta. 2016-02-09  [2016-10-13]. （原始内容存档于2016-10-01） （俄语）.
5. ↑  .   [2018-10-02]. （原始内容存档于2018-02-14）.
6. 1 2 3 4 5 6 7  Galeotti 2017，第30頁.
7. ↑  Dorofeyev, Viktor.  [绍伊古在没有将军陪同下离开叶卡捷琳堡]. URA.RU. 2016-10-18  [2017-01-14]. （原始内容存档于2017-02-02） （俄语）.
8. ↑  Michael Holm, 第24独立特殊用途旅 （页面存档备份，存于）, accessed 2014-01
9. ↑  .   [2018-10-02]. （原始内容存档于2016-05-03）.
10. ↑  Ivanov, Ivan.  [Order to quickly build]. Rossiskaya Gazeta. 2016-02-09  [2016-10-13]. （原始内容存档于2016-10-01） （俄语）.
11. ↑  Belousov, Yury.  [叶兰斯基专科学校]. Krasnaya Zvezda. 2017-05-21  [2017-06-16]. （原始内容存档于2018-04-14） （俄语）.